# Stora göl (Loftahammars socken, Småland)
Stora göl är en sjö i Västerviks kommun i Småland och ingår i Vindån-Storåns huvudavrinningsområde. Sjön har en area på 0,108 kvadratkilometer och ligger 2 meter över havet.

## Delavrinningsområde
Stora göl ingår i det delavrinningsområde (642055-154845) som SMHI kallar för Rinner mot Bergholmsfjärden. Medelhöjden är 11 meter över havet och ytan är 2,52 kvadratkilometer. Det finns inga avrinningsområden uppströms utan avrinningsområdet är högsta punkten. Avrinningsområdets utflöde mynnar i havet, utan att ha någon enskild mynningsplats. Avrinningsområdet består mestadels av skog (77 %). Avrinningsområdet har 0,11 kvadratkilometer vattenytor vilket ger det en sjöprocent på 4,3 %.